# 善導寺車站 (日本)
善導寺車站（日语：／ Zendōji eki */?）位在日本福岡縣久留米市善導寺町，是九州旅客鐵道（JR九州）久大本線的鐵路車站。

## 車站構造

### 站房
為一座以木建成的站房，屬於少數自開站至今仍然使用中的站房，不過因為過於殘舊，原為站員留宿處的部份已於早年拆卸，只留下少部份站務室及窗口，以及原來的車站入口及候車部份仍然保留下來。

### 月台
2面2線對向式月台的地面車站。列車採用左側進站的方式。
| 月台 | 路線      | 上下行 | 方向                            | 備注                                                             |
| ---- | --------- | ------ | ------------------------------- | ---------------------------------------------------------------- |
| 1    | ■久大本線 | 下行   | 筑後吉井、浮羽、日田、大分方向  | 早上08:24到達；08:28由本站始發往久留米方向的區間車由本月台開出。 |
| 2    | ■久大本線 | 上行   | 久留米、經■鹿兒島本線往鳥栖方向 |                                                                  |

## 車站周邊
- 善導寺 - 淨土宗大本山
- 久留米市立屏水中學校
- 善導寺郵便局
- 久留米市役所耳納市民中心

## 歷史
- 1928年12月24日：鐵道省久大線久留米至筑後吉井之間開通，此站啟用[1][2][3]。
- 1971年2月20日：業務委託化[4]。
- 1982年11月15日：取消貨物提取服務[5]。
- 1984年2月15日：取消手提行李提取服務[5]，無人化[6]。
- 1987年4月1日：國鐵分割民營化，由九州旅客鐵道繼承。
- 2012年12月1日：可以使用SUGOCA[7][8]。

## 相鄰車站
九州旅客鐵道
■久大本線
■觀光特急「金八·一六」、特急「由布」、「由布院之森」
通過
■普通
御井－善導寺－筑後草野

## 外部連結
- JR九州善導寺站（页面存档备份，存于）